# Lærkevej
 For alternative betydninger, se Lærkevej. (Se også artikler, som begynder med Lærkevej)
Lærkevej er en dansk dramedyserie fra 2009 på foreløbigt 2 sæsoner, der er produceret af Cosmo Film for TV 2. Serien er instrueret af Kasper Gaardsøe, mens manuskriptet er skrevet af Mette Heeno, Christian Torpe og Tine Krull Petersen. Første afsnit blev vist 24. september 2009.
Serien er bl.a. optaget på den tidligere Flyvestation Værløse.
Titlen refererer til Danmarks mest almindelige vejnavn, der forekommer i alt 214 gange.
Sune, Mathilde og Katrine kommer til at skyde en albaner i en heftig kamp om en pistol. Da de ikke aner hvordan de slipper af med liget, kører de ud for at finde en skov, hvori de vil begrave liget. Da de ikke finder nogen skov kører de ned af en lille vej i et villakvarter. De beslutter at holde en pause. Sune stiller sig op og tisser af en busk. Katrine siger han skal finde et andet sted at tisse. Derfor går Sune ind i en gård, hvor han falder ned i et hul. Katrine og Mathilde ser at huset er til leje, og da Sune siger: "Jeg tror jeg har fundet det perfekte sted", svarer Katrine: "Det har vi også". Sådan begynder eventyret på lærkevej, hvor mord, sprit og løgne er helt almindelig dagligdag.   

## Episoder
| Sæson 1                        | Sæson 2                      |
| ------------------------------ | ---------------------------- |
| De skyldige                    | Har i nogen i skal af med?   |
| Før brylluppet                 | Er det dit endelige svar?    |
| Alle hemmeligheder har en nabo | Fissehviskeren               |
| Den stærkeste hånd             | Ladvær at se så frelst ud    |
| Sådan er livet                 | Underdirektøren for det hele |
| Fred her til lands             | Din lille fede kælegris      |
| Hans og Grete                  | Flotte fyr                   |
| Fri som fuglen                 | Den frække stilhed           |
| Det 5. bud                     | Nyt legetøj                  |
| Dejlig er jorden               | Vand på flaske               |
|                                | Jeg har også slået en ihjel  |
|                                | Pas på Lærkevej              |

De skyldige:
I første afsnit af tv-serien møder vi Mathilde, Sune og Kathrine, der stikker af fra København og et mord. De finder en lille villavej, hvorpå de lejer et hus. De skifter navn fra Holm til Hansen og begraver liget af en albaner under terrassen. Samtidig er der beboermøde på vejen, hvor beboerne diskuterer vejens problemer og de nyankomne naboer. Kim, revisor og gift med Astrid, bliver sendt på mission for at snakke med de tre nye beboere.
Senere i afsnittet myrder Astrid hendes hund Nina, som først drikker gift og derefter går ud at døren og falder død om i Elisabeths, Lærkevejs alkoholikers, indkørsel. Hun kommer til at køre liget over og tror derfor, at hun har dræbt hunden. Hun giver Sune 500 kr. for at skaffe sig af med liget, som derfor smider det i Andreas', Lærkevejs restauratørs, container. Her finder Andreas den døde hund, som alle tror Sune har myrdet. Afsnittet slutter med at Kim smadrer Sunes bil pga. mordet på hunden.

## Medvirkende
| Skuespiller              | Rolle           | Sæson            |
| ------------------------ | --------------- | ---------------- |
| Anette Støvelbæk         | Astrid Borg     | 1, 2 (21 afsnit) |
| Henrik Prip              | Kim Borg        | 1, 2 (22 afsnit) |
| Laura Drasbæk            | Katrine Holm    | 1, 2 (22 afsnit) |
| Christian Tafdrup        | Sune Holm       | 1, 2 (22 afsnit) |
| Sarah-Sofie Boussnina    | Mathilde Holm   | 1, 2 (22 afsnit) |
| Claus Riis Østergaard    | Andreas Norén   | 1, 2 (22 afsnit) |
| Mille Hoffmeyer Lehfeldt | Monica Dam      | 1, 2 (15 afsnit) |
| Bebiane Ivalo Kreutzmann | Selma Dam       | 1, 2 (18 afsnit) |
| Søren Spanning           | Torben Dahl     | 1, 2 (21 afsnit) |
| Søs Egelind              | Elisabeth Sachs | 1, 2 (22 afsnit) |

### Bipersoner
- Asta Esper Andersen – Esther Thorup (Sæson 1) (afgik ved døden)
- Lærke Winther Andersen – Anita Dam (Sæson 2)
- Jens Arentzen – Kriminalkommisær (Sæson 2)
- Michael Asmussen – Bjarne (Sæson 2)
- Aske Bang – Theis Andreasen (Sæson 1-2) (afgik ved døden)
- Vicki Berlin – Lene (Sæson 1)
- Beate Bille – Irene Sachs (Sæson 1)
- Rasmus Botoft – Teambuildingleder (Sæson 1)
- Christine Albeck Børge – Manager (Sæson 2)
- Hans Henrik Clemensen – Foged (Sæson 2)
- Casper Crump – Jeppe E. Sonne (Sæson 1)
- Dejan Cukic – Martin Egholm (Sæson 2) (afgik ved døden)
- Ida Dwinger – Allans mor (Sæson 2)
- August Igor Svideniouk Eghol] – Tobias Borg (Sæson 1-2)
- Niels Ellegaard – Jørgen (Sæson 1)
- Linda Elvira – Betjent Sif (Sæson 1)
- Nicolei Faber – Betjent Michael (Sæson 1)
- Charlotte Fich – Jasmin (Sæson 2)
- Morten Hauch-Fausbøll – Lars, kriminalbetjent (Sæson 1)
- Ditte Hansen – Dorthe (Sæson 2)
- Michael Hasselflug – Niels (Sæson 2)
- Helle Hertz – Pia Thorup (Sæson 1)
- Lars Hjøllund – Per (Sæson 1)
- Martin Hestbæk – Lasse (Sæson 1)
- Ann Hjort – Lizzie (Sæson 1)
- Lars Hjortshøj – Claus (Sæson 1)
- Anders Hove – Skadedyrsbekæmper (Sæson 1)
- Ramadan Huseini – P. (Sæson 1)
- Paul Hüttel – Kalle (Sæson 2)
- Allan Hyde – Jonas (Sæson 2)
- Kristian Ibler – Esben (Sæson 1-2)
- Isaiah Jensen-Darko – Hans (Sæson 1)
- Stine Schrøder Jensen – Ekspedient Lotte (Sæson 2)
- Bodil Jørgensen – Linda Wiberg (Sæson 2) (afgik ved døden)
- Mai Kirkensgaard – Grethe (Sæson 1)
- Henrik Koefoed – Asger (Sæson 2)
- Margrethe Koytu – Svigermor Bodil (Sæson 1)
- Linda Laursen – Lizzie (Sæson 2)
- Marcus Laursen – Mathias Borg (Sæson 1-2)
- Thomas Levin – Allan (Sæson 2)
- Amalie Lindegård – Pil (Sæson 2)
- Lone Lindorff – Butiksbestyrerinde (Sæson 1)
- Jacob Lohmann – Klasselærer (Sæson 1-2)
- Peter Hesse Overgaard – Ivan (Sæson 1) (afgik ved døden)
- Hans Pilgaard – Hamselv (Sæson 2)
- Lars Ranthe – Per Thiel (Sæson 2)
- Benjamin Boe Rasmussen – Svend Andreasen (Sæson 2)
- Kurt Ravn – Georg (Sæson 2)
- Elin Reimer – Bente (Sæson 2)
- Neel Rønholt – Nete (Sæson 2)
- Morten Schaffalitzky – Betjent Frank (Sæson 2)
- Per Scheel-Krüger – Troels Thomsen (Sæson 1-2)
- Bolette Schrøder – Mona (Sæson 1-2)
- Lars Simonsen – Thomas (Sæson 1-2)
- Niels Skousen – Præst (Sæson 2)
- Jens Jørn Spottag – Henning Sachs (Sæson 1-2)
- Elsebeth Steentoft – Asta Stedsø (Sæson 2)
- Niels Anders Thorn – AA-sponsor (Sæson 1)
- Hans Henrik Voetmann – Svigerfar Poul (Sæson 1-2)(afgik ved døden)
- Lisbeth Wulff – Ida Thomsen (Sæson 1-2)
- Julie Wright – Trine (Sæson 1-2)